# كفر العراقي
كفر العراقي إحدى قرى مركز طنطا التابع لمحافظة الغربية بجمهورية مصر العربية.

## التاريخ
تكون الكفر في سنة 1275 هجري بفصلها عن برما، ألغيت وحدته المالية في سنة 1900 لتضاف إلى برما مع بقائه إداريًا. صدر قرار في سنة 1933 بفصله مرة أخرى بالكامل.

## التعليم
تصل نسبة الأمية في القرية إلى 46.71% بين من تجاوزوا العاشرة من عمرهم، بينما تصل نسبة من حصلوا على تعليم جامعي إلى 2.44% من جملة السكان.

## السكان
بلغ عدد سكان كفر العراقي 2787 نسمة حسب تقدير عام 2018.
| السنة  | 1882 | 1897 | 1947 | 1960 | 1976 | 1986 | 1996 | 2006  | 2018 |
| ------ | ---- | ---- | ---- | ---- | ---- | ---- | ---- | ----- | ---- |
| القرية | 147  | 229  | 461  | 656  | 844  | 1158 | 1235 | 1,435 | 2787 |